# 南奄美大島語
南奄美大島語，或南奄美語，是通行於奄美群島中奄美大島南部的一種琉球語，其使用者皆位於瀨戶內町境內，還包括加計呂麻島、請島、與路島這些離島。
南奄美大島語和北奄美大島語被統稱為奄美大島語。其又與北奄美大島語、喜界語、德之島語統稱為奄美語。